# 梅季尼亞
49°5′30″N 24°34′37″E / 49.09167°N 24.57694°E
梅季尼亞（烏克蘭語：Мединя），是烏克蘭西部的村莊，隸屬伊萬諾-弗蘭科夫斯克州的伊萬諾-弗蘭科夫斯克區。該村始建於1940年，面積10.2平方公里，2019年人口1,511，人口密度每平方公里148.1人。
archive